# Playa del Calamocarro
La playa Calamocarro está situada en el municipio de Ceuta, en la ciudad autónoma de Ceuta, España.
La playa está situada fuera del casco urbano de Ceuta y está rodeada de montes de pinos y tiene unas aguas muy azules, transparentes y frías.